# Dood Cagaan nuur
Dood Cagaan nuur (mong. Доод Цагаан нуур) – słodkowodne jezioro w północnej Mongolii, w Kotlinie Darchadzkiej.
Jezioro o powierzchni 64 km², głębokości do 14 m, długości do 18 km i szerokości do 7 km. Leży na wysokości 1538 m n.p.m. Połączone z jeziorem Targan nuur i zasilane wodami rzek Sziszged gol, Szarag gol oraz kilku mniejszych rzek. W wodach jeziora żyją sieje, tajmeny, liny i lipienie.